# Nikola Kovatsjev
Nikola Dimitrov Kovatsjev (Bulgaars: Никола Димитров Ковачев), bijgenaamd Tulata (Bulgaars: Тулата), (Blagoëvgrad, 4 juni 1934 – Sofia, 26 november 2009) was een Bulgaars voetballer en voetbalmanager.
Kovatsjev speelde bij CSKA Sofia. Hij maakte deel uit van de Bulgaarse ploeg die deelnam aan de Olympische Spelen van 1956 in Melbourne. De ploeg won daar de bronzen medaille. In 1960 was hij lid van de ploeg die naar Olympische Spelen in Rome ging. Ook bij het wereldkampioenschap 1962 in Chili was Kovatsjev van de partij, destijds als aanvoerder van de Oost-Europese ploeg.